# Велики Болгар
Вижте пояснителната страница за други значения на Болгар.
Болгар (на татарски: Болгар или Bolğar), наричан също Велики Болгар (на руски: Великий Болгар) или Булгар/Булгари (Булгары), е разрушен средновековен град на територията на днешна Русия, Република Татарстан, Спаски район. Обект на световното наследство на ЮНЕСКО.
Градът е бил разположен на левия (южен в околностите) бряг на река Волга, на 70 км южно от днешния Казан. Останките от града граничат с посьолок Приволжкий на изток и село Болгар на запад, след което е днешният едноименен град Болгар.

## История
Основан е през VІІІ век и е съществувал до ХV век. Бил е важен град (включително и столица) на Волжка България и на Златната орда (и само на нейния Болгарски улус).
Възниква на стратегическо място – на завой на р. Волга, даващ възможност за контрол на района, а също и удобни брегове за приставане на плавателни съдове.
Поради набези и грабежи от руските земи през ХІІ век столицата на Волжка България е преместена от Болгар в Биляр. През 1236 г. Волжка България пада, страната е опустошена, а Биляр и Болгар са разрушени от монголските орди на хан Бату.
Болгар отново става център на региона. В него е седалището на хан Бату до построяването на новата му столица Сарай Бату. През 1361 година Болгар е опустошен от войските на емир Булат Тимур, отцепник от Златната орда, и е негова столица до смъртта му през 1369 г. Болгар и други волжко-български градове са разрушени от войските на хан Тимур (Тамерлан) през 1395 г.
Болгар се превръща във важен религиозен център. Градът преживява нов разцвет при Златната орда – почти 10 пъти се разширява територията му, увеличава се населението, появяват се монументални постройки. В града са построени каменни здания, частично съхранени и до днес.
През 1431 г. градът е напълно разрушен от войските на войводата Фьодор Пъстри на великия московски княз Василий II Тъмни. Жителите на града го изоставят и той повече не е възстановяван.

## Памет
След завземането на Болгар от руската държава в околностите му са заселени бедни руски селяни, които превръщат и малкото останало от древния град в руини. Цар Петър Велики издава специален указ за защита на болгарските руини, който е първият закон в закрила на исторически град в Русия.
Тъй като през вековете Болгар има важно религиозно значение, в последвалите по-нови времена е на особена почит сред мюсюлманите в Русия. По времето на Съветския съюз започва поклонение до руините на средновековния Болгар, наричано „Малък хадж“. Това е породено от забраната от комунистическия режим съветските мюсюлмани, включително татарите, да ходят на хаджилък в Мека.
На територията на средновековния Болгар край р. Волга е открит Болгарският държавен историко-архитектурен музей-резерват. Археологическият комплекс с останките от града е обявен за обект на световното наследство на ЮНЕСКО на 23 юни 2014 г.